# Ena, Gifu
Ena (japanska: 恵那市?, Ena-shi) är en stad i Gifu prefektur i Japan. Staden fick stadsrättigheter 1954.